# Henri de Gondi
Henri de Gondi (ur. w 1572 w Paryżu, zm. 14 sierpnia 1622 w Béziers) – biskup Paryża w latach 1598 – 1622 i kardynał.

## Życiorys
Był synem księcia Alberta de Gondi. Tron biskupa Paryża objął po swoim wuju - Piotrze de Gondi, a przekazał go swemu bratu, którym był Jean-François de Gondi